# Gil Grissom
Gilbert 'Gil' Grissom Ph.D. a Las Vegas-i CSI: A helyszínelők sorozatban az éjszakai csapat vezetője. Szakterülete az entomológia, vagyis a rovartan. Képes – többek között – akár a lárvák fejlődési idejéből megállapítani, hogy mennyi ideje halott egy áldozat. Kollégái kicsit bogarasnak tartják, de mindenképpen nagy szaktekintélynek. Megformálója: William Petersen

## A szereplő
Gil Grissom egy „száznyolcvan centis munkamániás” – ahogy azt kolléganője és régi barátja, Catherine Willows találóan megjegyezte. Számára a munkája az élete. 8-9 éves korától folyamatosan elhullott tetemeket, „helyszíneket” tanulmányozott. Az egyetemet Los Angelesben végezte, majd itt állt munkába: ő lett a város történetének legfiatalabb halottkémje. 
Amikor a vegasi törvényszéki laborba került, az csupán a 14. helyezett volt a helyszínelő laborok listáján, majd Grissom áldásos munkájának köszönhetően mára megszerezte a 2. helyet (az első helyen az FBI quanticói bűnügyi  laborja áll).
Grissom alapelve „a bizonyíték sohasem hazudik”. Ennek megfelelően dolgozik: összegyűjti a bizonyítékokat, majd levonja a megfelelő következtetéseket. Rendkívül precízen és módszeresen dolgozik, csak ritkán fordul elő, hogy nem tudja leleplezni a bűnöst.
A 9. évadban távozott a sorozatból a Távozás című epizódban. A 11. évadban a The Two Mrs. Grissoms címűben egy epizód erejéig visszatért.

## Személyi adatok
A Helyszínelők sorozatokra jellemzően csak keveset tudunk a személyi adatairól.
Gil Grissom Californiában született 1956. augusztus 17-én. 5 éves volt, amikor a szülei elváltak. Édesanyja fokozatosan elvesztette a hallását a betegsége (otosclerosis) következtében, ezért meg kellett tanulnia a jelbeszédet, amit máig képes használni a nyomozások során (1. évad 20. epizód).
Grissom szintén örökölte édesanyja betegségét, ám ő megműttette a fülét, így megmaradt a hallása.
Grissom rendkívül zárkózott ember, sosem veszti el a hidegvérét, és csak nagyon ritkán mutatja ki az érzéseit. Három dolgot utál igazán: az agresszív férjeket, a gyerekeket bántalmazókat és a drogdílereket.

## Kapcsolata a többi szereplővel
A csapat tagjainak mindegyikéhez szoros mentori, baráti viszony fűzi Grissomot. Olyan főnök, aki ismeri beosztottjainak erősségeit és gyengéit, és aki botlásaik után még akkor is ad egy esélyt, amikor más már nem tenné.
- Mindannyiuk közül a legrégebbi barátság Catherine Willows-hoz fűzi. Egyfajta szellemi házasság az övék, amely sosem lett reális kapcsolat. Egy biztos, mindig mindenben számtíhatnak egymásra.
- Warrick Brown mentoraként tiszteli Grissomot. Az első évadban 'Rick' súlyos szerencsejáték-függőséggel küzd, gyakran a munkája helyett fogadóirodákban tölti az idejét. Ennek következtében a csapathoz akkor frissen odakerült Holly Gribbs helyszínelő meghal. Warrickot el akarják bocsátani, ám Grissom kiáll érte, így maradhat a csapatban.
- Nick Stokes apjaként tiszteli a főnökét, aki abban segít neki, hogy érzelmei helyett inkább a tényekre támaszkodva fejtsen meg egy-egy esetet.
- Jim Brass kapitány a helyszínelők – így Grissom – főnöke volt Holly Gribbs haláláig, majd az eset következményeként átkerült a nyomozókhoz. Kipróbált barátság az övék, és ha mindig nem is mindenben értenek egyet, kiváló csapatot alkotnak a bűnüldözésben. Barátságukat jellemzi, hogy Brass a családja helyett Grissomot jelölte meg képviselőjeként, ha vele történne valami.
- Sara Sidle sokáig csak munkatársa volt Grissnek, ám az évek alatt kialakult valami több. Jelenleg egy párt alkotnak, ám titkos kapcsolatuk meglehetősen ellentmondásos. A GSR jelölés Grissom és Sara kapcsolatát jelöli.
- Greg Sanders kicsit bogarasnak tartja a főnökét, ám ha tanácsra van szüksége, mindig Grisshez fordul.

## Érdekességek
- Grissomot először Gil Scheinbaum-nak hívták volna, de William Petersen Gus Grissom asztronauta tiszteletére megváltoztatta a figura nevét.
- A harmadik évadtól kezdve Petersen szakállat visel, amely aztán a hetedik évad kezdetére eltűnik. A hetedik évadban aztán ismét szakállat növeszt pár rész erejéig, ám Sara Sidle levágja azt (7. évad 17. epizód).
- Grissom rendkívül művelt, gyakran idéz például Shakespeare-től.